# NGC 3472
NGC 3472 је лентикуларна галаксија у сазвежђу Пехар која се налази на NGC листи објеката дубоког неба.
Деклинација објекта је - 19° 37' 26" а ректасцензија 11h 57m 28,1s. Привидна величина (магнитуда) објекта NGC 3472 износи 14,6 а фотографска магнитуда 15,1. NGC 3472 је још познат и под ознакама ESO 572-25, PGC 37610.